# Victor Goldschmidt
Victor Moritz Goldschmidt (27. ledna 1888, Curych – 20. březen 1947, Oslo) byl švýcarsko-norský mineralog židovského původu, spolu s Vladimírem Vernadským zakladatel moderní geochemie a chemické krystalografie, tvůrce Goldschmidtovy klasifikace prvků.
Narodil se ve Švýcarsku, roku 1901 se jeho rodina přestěhovala do Norska. Na univerzitě v Oslu vystudoval chemii, mineralogii a geologii. Absolvoval roku 1905, doktorát získal roku 1911, v roce 1914 byl jmenován profesorem v Oslu, roku 1929 v Göttingenu (post opustil po antisemitských útocích roku 1935 a vrátil se do Norska). V roce 1937 publikoval vlastní Goldschmidtovu klasifikaci prvků periodické tabulky, která se stala základem pro studium geochemie. Již na studiích získal norské občanství. Roku 1917 byl pověřen norskou vládou zmapovat nerostné bohatství Norska a jeho využitelnost v chemickém průmyslu. Po okupaci Norska Němci za druhé světové války se skrýval a nakonec se mu podařilo uprchnout do Švédska a odtud do Velké Británie.